# Will Fletcher
William "Will" Fletcher, född 24 december 1989, är en brittisk roddare.
Fletcher tävlade för Storbritannien vid olympiska sommarspelen 2016 i Rio de Janeiro, där han tillsammans med Richard Chambers slutade på 7:e plats i lättvikts-dubbelsculler.